# Reggia di Valcasotto
Il Castello Reale di Casotto, sito nel comune di Garessio (CN), alle pendici del Bric Mindino a 1.090 metri di quota, fu fondato nell'XI secolo come certosa dedicata a san Brunone. Nel corso dei secoli subì diversi saccheggi e incendi che ne modificarono la struttura, il cui impianto attuale fu realizzato fra il XVI e il XVII secolo. La facciata di pietra grigia fu realizzata a metà del XVIII secolo, su progetto dell'architetto Bernardo Antonio Vittone.

## Storia

### Dopo l'800
Nel 1803, dopo la discesa in Italia delle truppe napoleoniche (che, per occupare l'edificio, ne danneggiarono in maniera importante la parte posteriore), l'Ordine dei certosini venne sciolto e la struttura venduta a privati. Nel 1837 entrò a far parte delle residenze di casa Savoia: fu acquistata da Carlo Alberto, che utilizzò il palazzo come residenza reale estiva, mentre suo figlio Vittorio Emanuele II vi soggiornò durante diverse battute di caccia. La venaria reale di Valcasotto fu venduta nel 1881 da re Umberto I a privati.
Del complesso restano il corpo centrale e le due ali laterali (comprendenti varie sale, la cucina e la cappella), che circondano il cortile porticato affacciato sul fiume. Della parte posteriore restano solo alcune tracce.
Dal 2000 la reggia è di proprietà della Regione Piemonte. Dopo dodici anni di chiusura, il 15 agosto 2020 il Castello ha ospitato il Concerto di Ferragosto a cura della RAI ed il 16 agosto 2020 il castello è stato riaperto al pubblico.
È possibile visitare l'ala nord del castello (completamente arredata), la cappella reale, la torre campanaria, l'area archeologica con le rovine dell'antica chiesa e del convento.

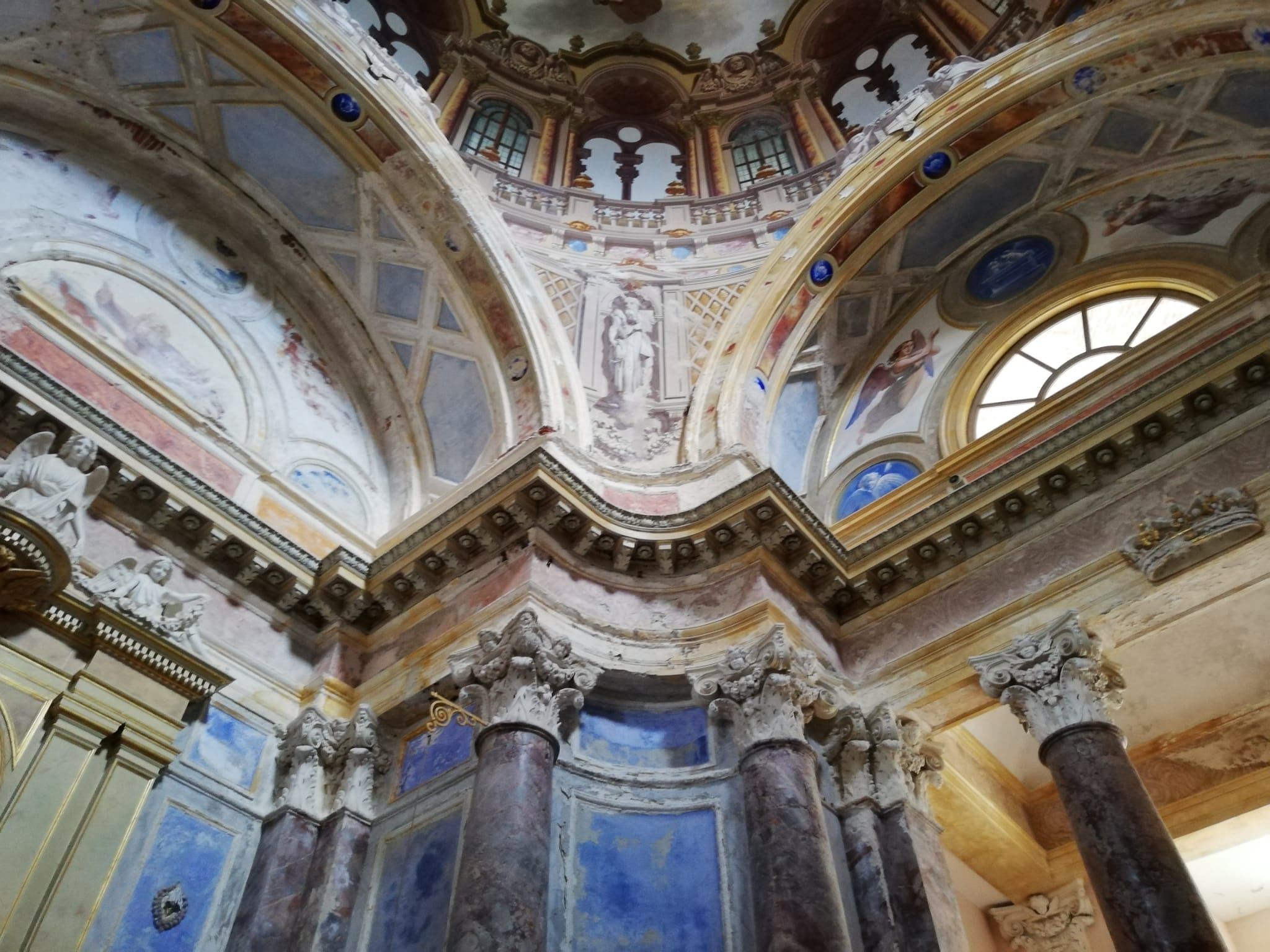
Particolare della cupola della Cappella del Castello di Casotto

Il complesso garessino fa parte del circuito dei "Castelli Aperti" del basso Piemonte.

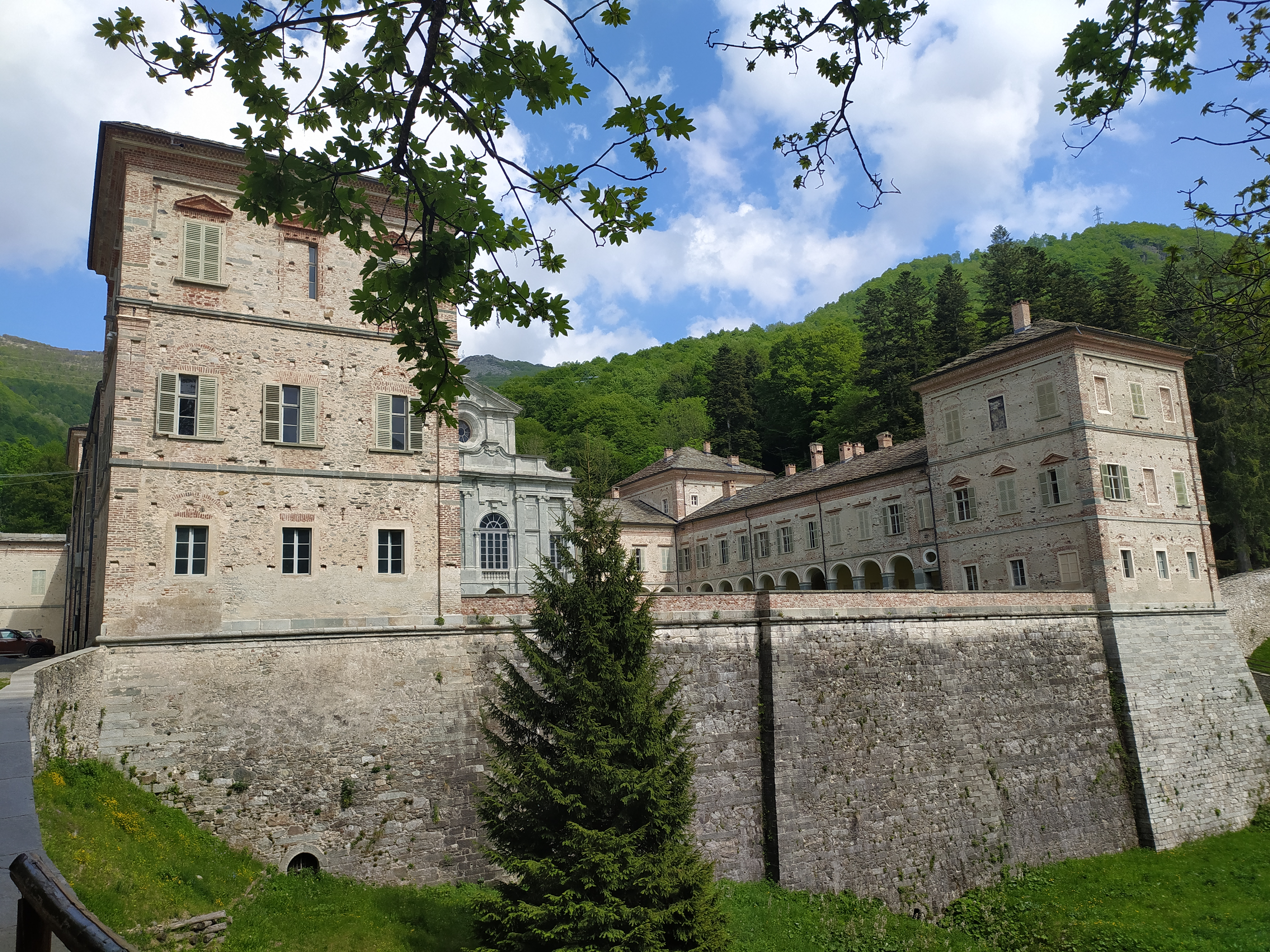
Veduta del castello di Casotto